# 羅伯特·洛
羅伯特·洛（英語：Robert Loe，1991年8月5日—），新西蘭籃球運動員。他曾效力於希臘籃球聯賽球隊KAOD。他參加了2014年NBA選秀。他也代表新西蘭國家男子籃球隊參賽。